# Hełm wz. 67

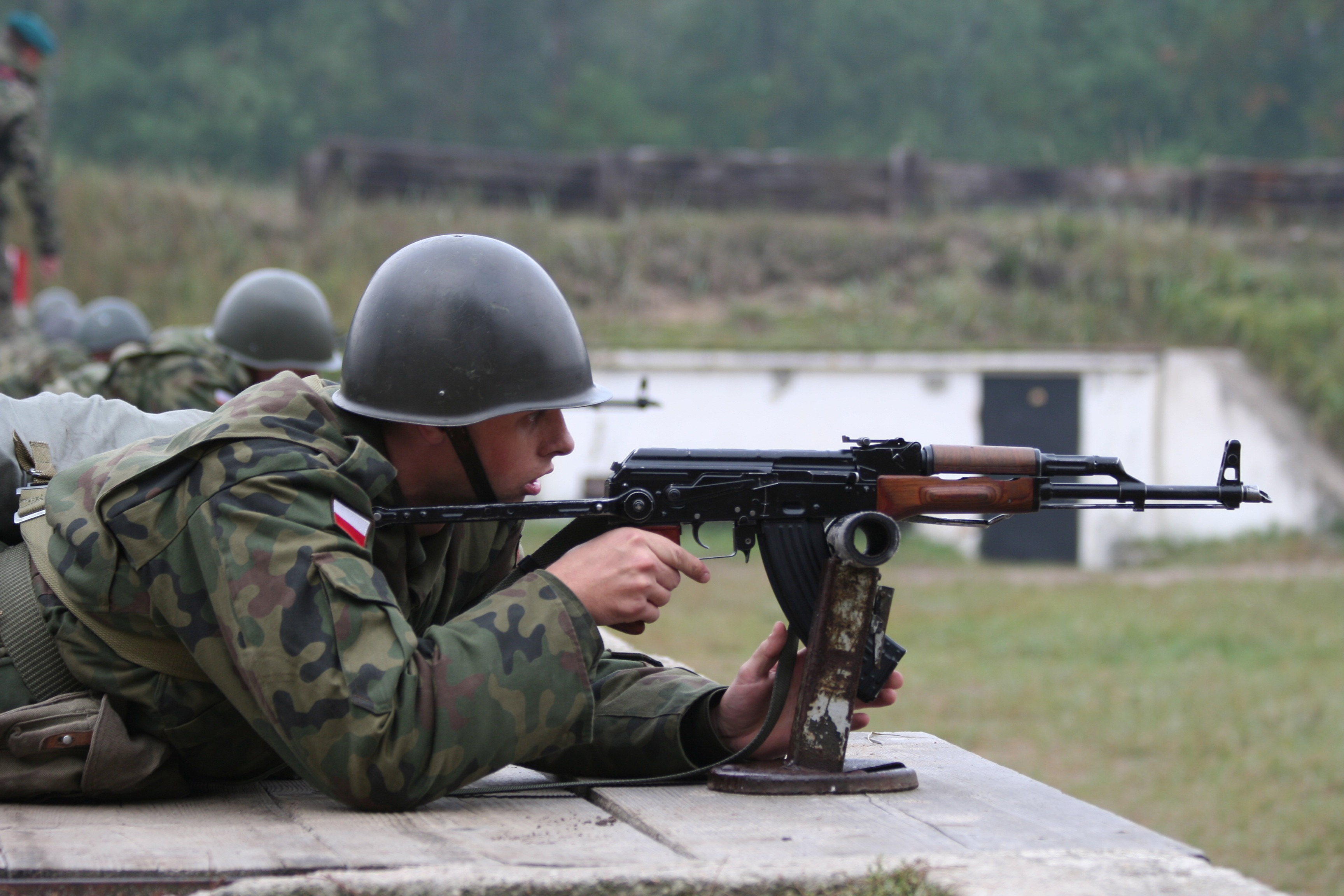
Żołnierze w hełmach wz. 67

Hełm wz. 67 – polski hełm stalowy używany w Siłach Zbrojnych PRL i w Siłach Zbrojnych RP.

## Historia
Pracę nad nowym hełmem stalowym, mającym zastąpić używane wcześniej hełmy wz. 50, rozpoczęto w Wojskowym Instytucie Technicznym Uzbrojenia w roku 1964. Zespołem konstrukcyjnym kierował pułkownik mgr inż. Romuald Zimny. Hełm oficjalnie przyjęto 21 kwietnia 1967. Hełmy produkowano m.in. w Hucie Silesia aż do końca lat 80. Mimo wprowadzenia nowocześniejszych rodzajów hełmów, Wojsko Polskie nadal posiada na wyposażeniu oraz używa hełmów wz. 67 (stan na 2024 r.).

## Konstrukcja
Swoim kształtem hełm nawiązuje do przedwojennego hełmu wz. 31. Dzwon tłoczony jest ze specjalnej blachy stalowej o grubości 1,4 mm. Ma lekko zaznaczony daszek oraz malutkie rondo. Masa dzwonu to około 1,5 kg.

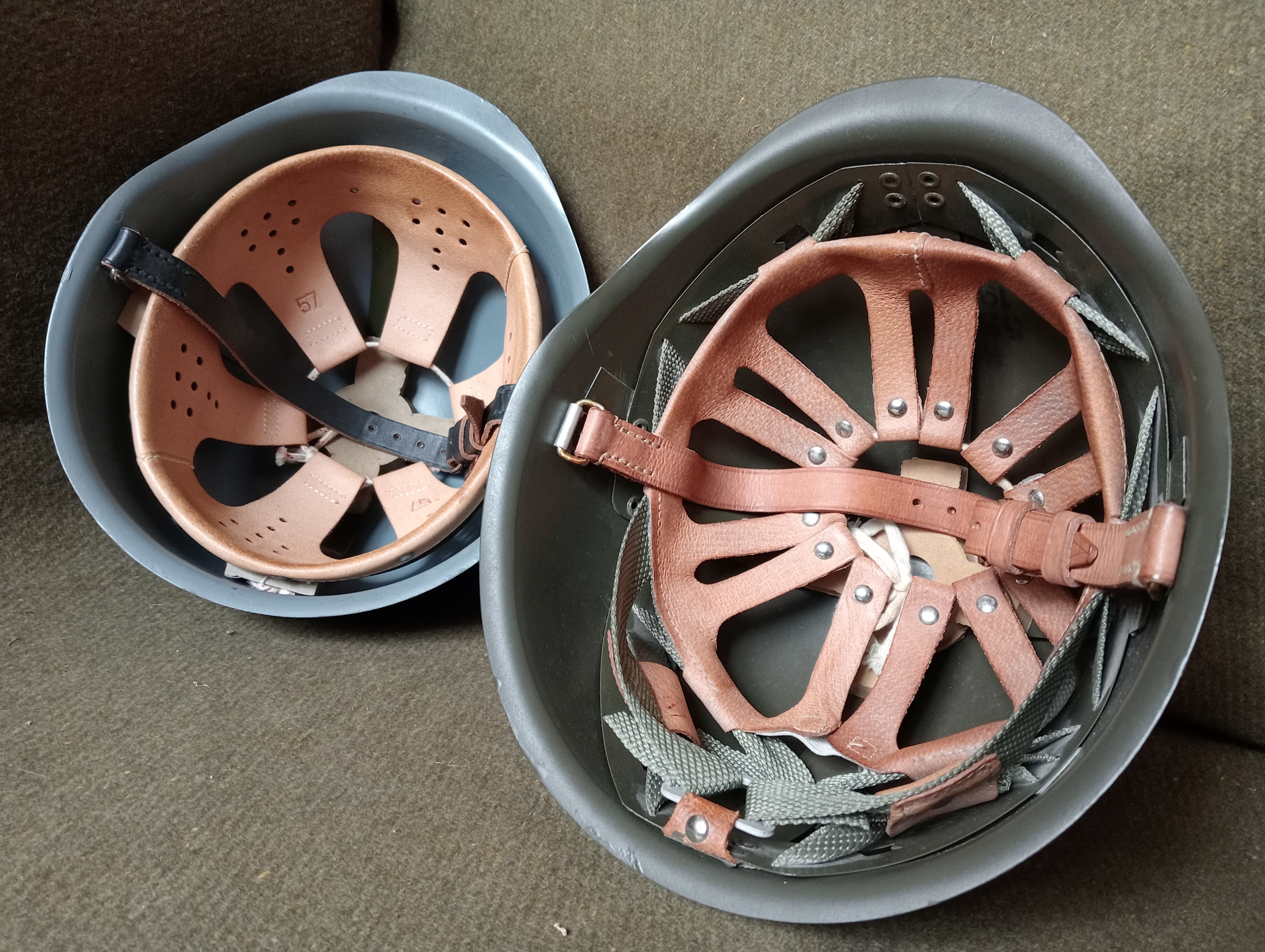
Fasunek hełmu wz. 67 (po lewej) i hełmu wz. 67/75

### Fasunek
W hełmach wz. 67 występują trzy rodzaje wyposażenia wewnętrznego. Pierwszy rodzaj to fasunek stosowany w hełmach wz. 50. Drugi (najczęściej spotykany) montowany jest na elemencie nośnym w postaci metalowej obręczy. Do niej jest przytwierdzony skórzany pas, wycięty w osiem wydłużonych listków. Każdy z nich został na końcu zszyty, co tworzy tunel. Przez tunele przewleka się sznurowadło, tworząc w ten sposób swoistą czapkę. Fasunek mocowany jest do dzwonu za pomocą jednej śruby, umiejscowionej na szczycie hełmu. Taki zabieg znacząco ułatwia wymianę uszkodzonego fasunku, a także jego szybki demontaż, co pozwala w zimie nosić hełm bezpośrednio na czapce futrzanej. Pasek pod brodę, wykonany ze skóry, mocowany jest bezpośrednio do dzwonu. Zapinany jest na metalową klamerkę. 
Dzwony wykonywane są w dwóch rozmiarach: małym (dostosowany do montażu fasunków w rozmiarach: 54–57 cm) i dużym (dostosowany do montażu fasunków w rozmiarach: 58–60 cm).
Trzeci rodzaj wyposażenia wewnętrznego wprowadzono w roku 1977. Nowy fasunek składa się ze stelażu metalowego, skomplikowanego układu taśm oraz skórzanego „hamaka”. Hamak można regulować dostosowując do każdego rozmiaru głowy. Nowy fasunek pozwala trzymać hełm mocno na potylicy, dzięki czemu nie zsuwa się on na twarz, na przykład przy czołganiu. Hełmy z takim wyposażeniem są oznaczane jako hełm wz. 67/75.

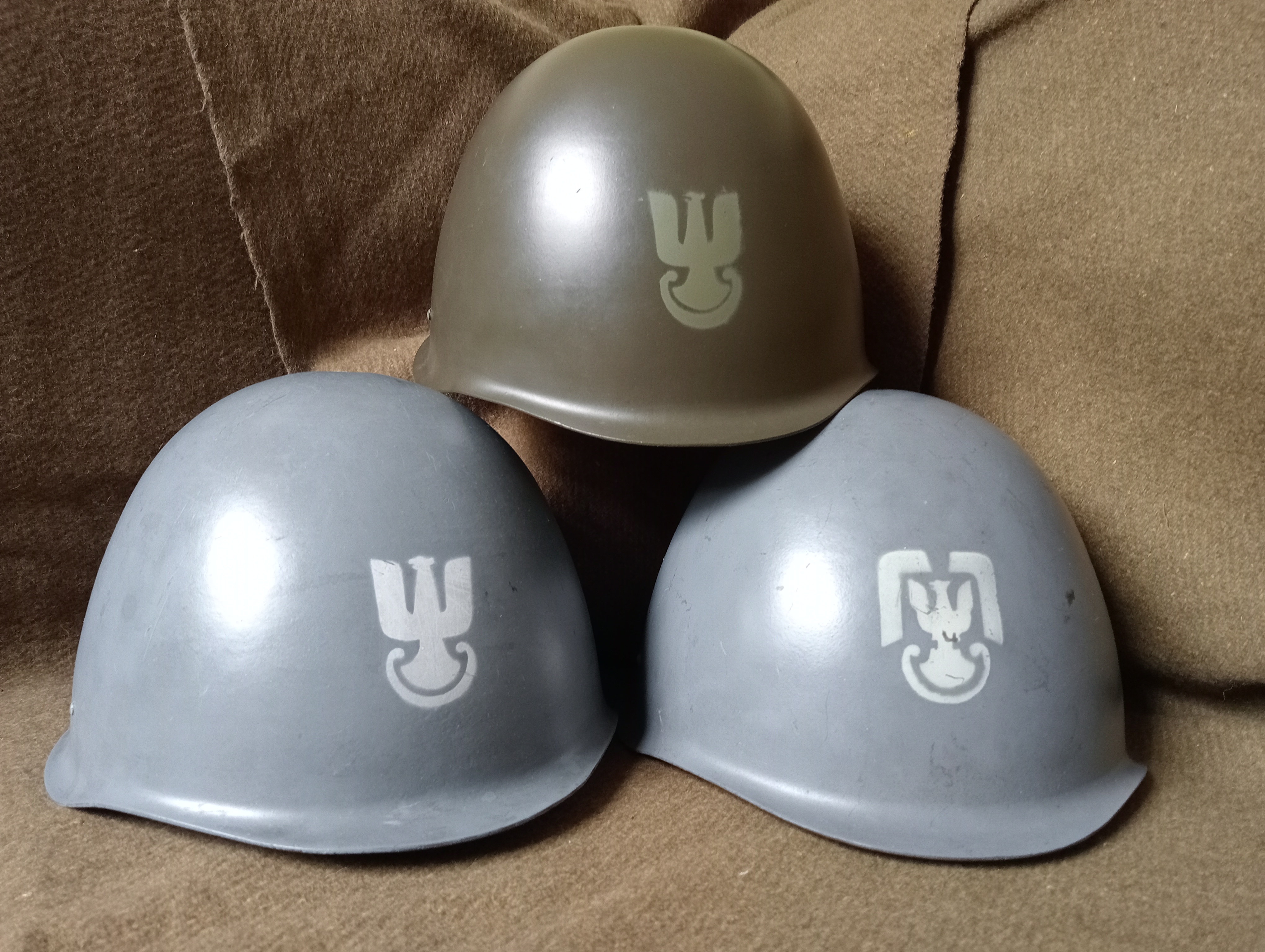
Odmiany malowania hełmów wz. 67 dla Sił Zbrojnych PRL

### Malowanie
Początkowo planowano malować hełmy lakierem przeciwodblaskowym „Salamandra”, podobnie jak hełmy wz. 31, jednakże zaniechano tego pomysłu. Hełmy seryjne malowano gładkim lakierem półmatowym w dwóch kolorach: zielonym (dla wojsk lądowych) i szaroniebieskim (dla wojsk lotniczych, Wojsk Obrony Powietrznej Kraju i Marynarki Wojennej). Na hełmach malowano (lub nanoszono w postaci kalkomanii) znak orła Wojsk Lądowych lub Wojsk Lotniczych. Na hełmach przeznaczonych dla WSW nanoszono odpowiednią oznakę. Hełmy przeznaczone dla Milicji Obywatelskiej posiadały namalowane na przodzie duże litery "M" i "O" oraz pomiędzy nimi dużego orła państwowego.  

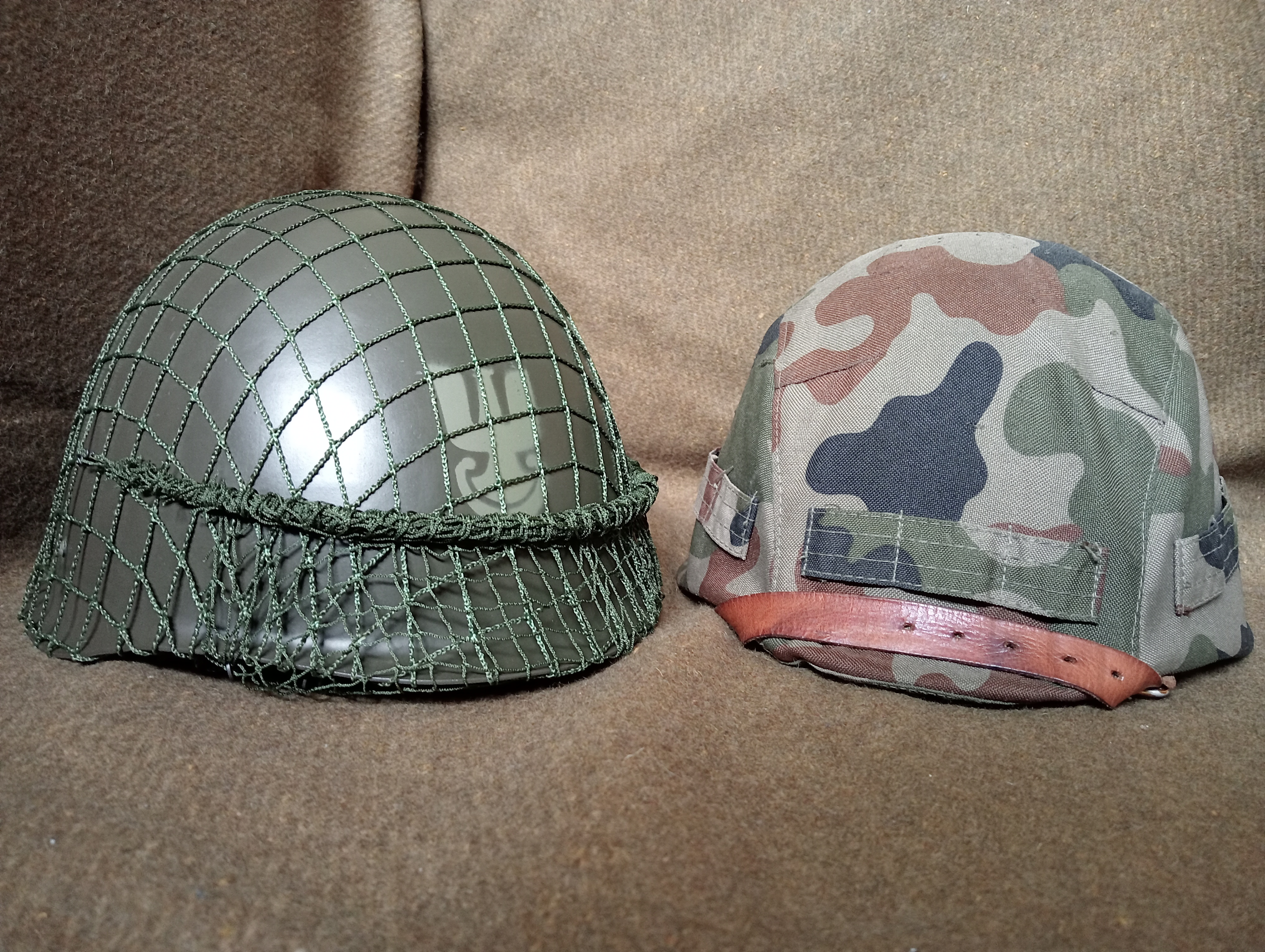
Hełmy wz. 67 wraz z siatką maskującą i pokrowcem w kamuflażu wz. 93 Pantera

### Wyposażenie dodatkowe
W celach maskujących hełmy wz. 67 oraz wz. 67/75 wyposażono w siatkę maskującą oraz specjalną osłonę twarzy. W hełmach dla wojsk lądowych siatka i osłona były w kolorze khaki, a w hełmach szaroniebieskich – w analogicznym kolorze. Zimą stosowano pokrowce w kolorze białym. Obecnie w celu maskowania hełmów stosuje się również pokrowce materiałowe w kamuflażu pantera leśna. 

## Użytkownicy

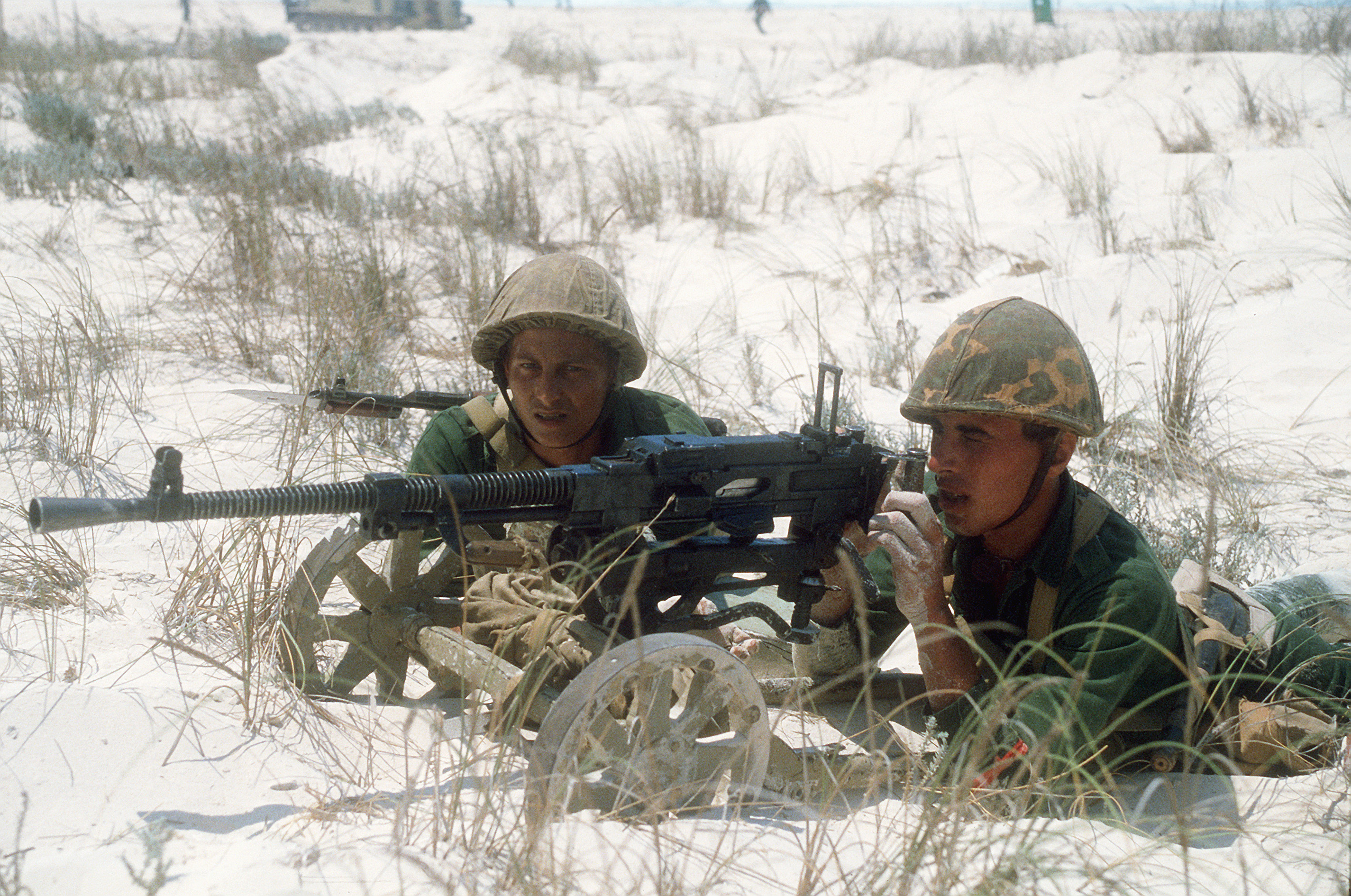
Żołnierze armii egipskiej w hełmach wz. 67 w pokrowcach

- Afganistan − znane są przypadki użycia hełmów wz. 67 przez Afgańską Armię Narodową[2].
- Egipt − hełmy wz. 67 jak i wz. 67/75 eksportowano w latach 70. i 80. XX wieku do Egiptu. Obecnie jest to standardowy hełm stosowany w egipskich siłach zbrojnych i straży granicznej[3][4].
- Polska − hełm wz. 67 w użyciu od 1967 przez wojsko, Milicję Obywatelską (od 1989 Policje), Wojska Ochrony Pogranicza (od 1989 Straż Graniczną) i Służbę Więzienną.
- Syria − hełmy wz. 67 jak i wz. 67/75 eksportowano w latach 70. i 80. XX wieku do Syrii, gdzie znalazły się na wyposażeniu syryjskich sił zbrojnych[5].
- Ukraina − wykorzystywany sporadycznie w formacjach pomocniczych i tyłowych podczas konfliktu rosyjsko-ukraińskiego[6].